# マーティン・ハーケンス

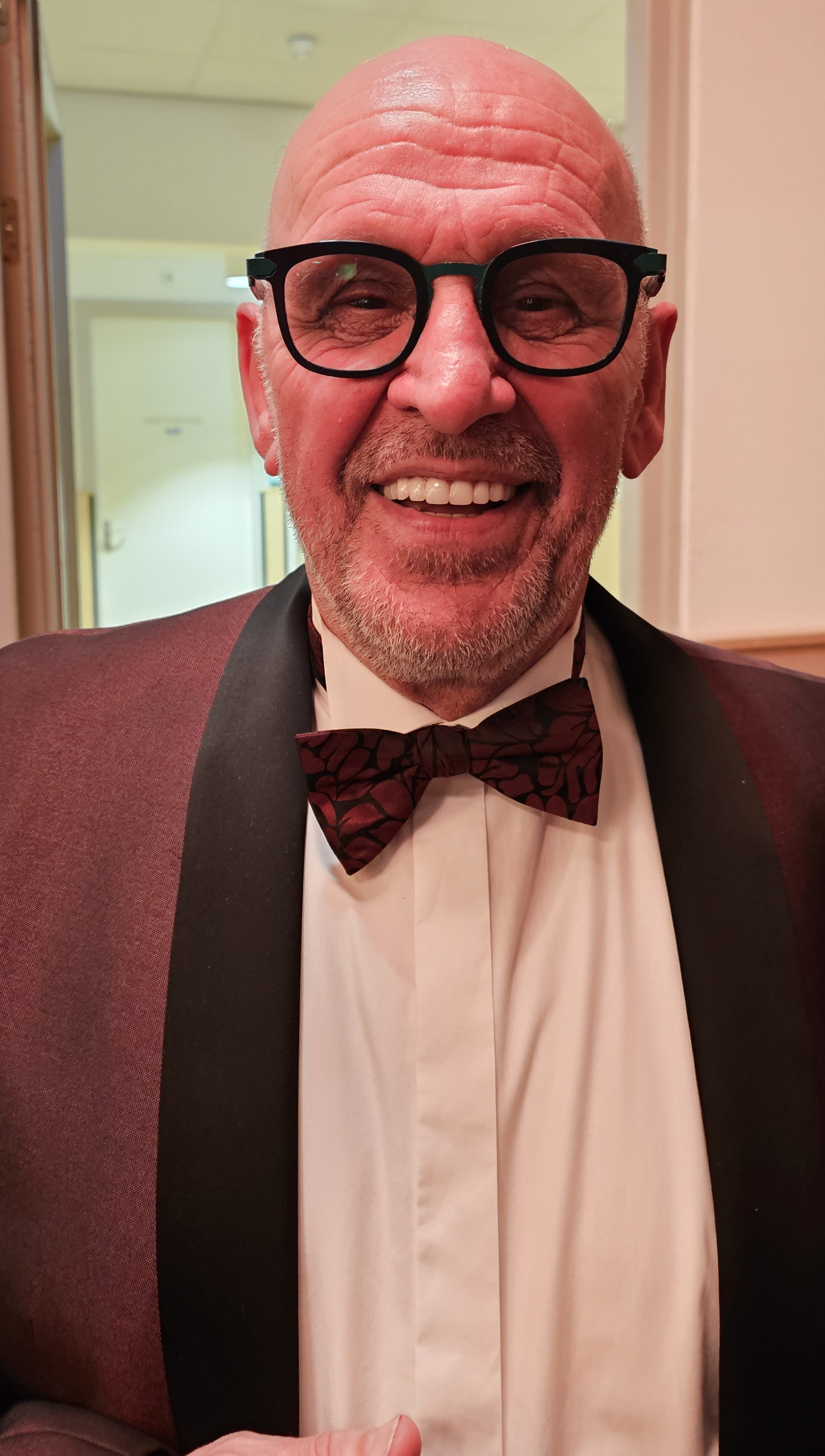

マーティン・ハーケンス(Martin Hurkens, 1953年12月16日 - )は、オランダリンブルフ州Schinveld出身の歌手。

## 経歴
2010年、RTLのテレビオーディション番組Holland's Got Talentで優勝しデビューした。歌手希望であったが失業中のパン職人であった。娘が本人に無断で応募した。
2018年4月に来日し、長崎市中町教会でリサイタルを開いている。

## ディスコグラフィー
- Sognare 2010年
- Passione 2017年